# Maccheroni alla potentina
I maccheroni alla potentina sono un piatto tipico della città di Potenza (Italia), a base di sugo di carne.

## Storia
La pasta, ebbe una graduale diffusione nel corso del XIX secolo in Basilicata, compreso nel capoluogo, dove si fa molto uso di maccheroni, che il popolo o fa da sé, o le compra dai maccheronieri nel paese. I centri dove maggiormente fiorirono pastifici furono Muro Lucano, Ripacandida e Venosa nel melfese, Brienza e Tolve nel potentino, Tricarico nel materano, Lauria, Lagonegro, Senise e Rivello nel lagonegrese.

## Ingredienti
- maccheroni
- pomodori maturi
- polpa di maiale
- pancetta di maiale
- pecorino grattugiato
- prezzemolo
- aglio
- vino bianco secco
- strutto
- olio d'oliva
- sale
- pepe